# Kazimierz Dratwiński
Kazimierz Józef Dratwiński (ur. 4 marca 1893 w Mątwach, zm. 20 sierpnia 1920 w Warszawie) – porucznik piechoty Wojska Polskiego, działacz niepodległościowy, kawaler Orderu Virtuti Militari.

## Życiorys
Urodził się w 4 marca 1893 w Mątwach (obecnie część Inowrocławia), w rodzinie Franciszka, kierownika ruchu, i Wiktorii z Kowalskich. Po ukończeniu szkoły powszechnej w Mątwach wyjechał do Dessau, ówczesnej stolicy Księstwa Anhaltu, gdzie rozpoczął naukę w wyższej szkole realnej. Tam 13 sierpnia 1914 zdał egzamin maturalny. W 1914 powołany do armii niemieckiej. Ukończył kurs oficerski w Spandau.
W 1918 został zdemobilizowany w stopniu podporucznika. Po powrocie na Kujawy, w Kruszwicy współorganizował oddziały powstańcze i w ich składzie walczył między innymi o Łabiszyn. W nowo zorganizowanym 5 pułku Strzelców Wielkopolskich objął dowództwo III batalionu. W 1919 mianowany porucznikiem. Wziął udział w rewindykacji Pomorza. Skierowany z macierzystym pułkiem na front ukraiński, a później na litewsko-białoruskim. W czasie odwrotu, w krytycznych chwilach ponosił na równi z żołnierzami trudy, by podnieść jego ducha. Boso, z kijem w ręku, zatrzymał się na pozycji pod Warszawą. Pełen humoru i pewności naszego zwycięstwa, pocieszając w okopach strudzonego walkami i marszem żołnierza. Podczas obrony Warszawy jego batalion bronił pozycji w rejonie Wiązownej. W nocy z 17 na 18 sierpnia poprowadził atak batalionu na okopy nieprzyjacielski zdobywając je, biorąc jeńców i tabory. W walce został ciężko ranny. 20 sierpnia 1920 zmarł w szpitalu w Warszawie. 29 sierpnia 1920 pochowany został w Inowrocławiu. Za czyny bojowe odznaczony pośmiertnie Krzyżem Srebrnym Orderu Virtuti Militari. We wniosku napisano: [...] był jednym z najdzielniejszych oficerów pułku, zawsze swoją nadzwyczajną brawurą odwagą służył przykładem swoim podwładnym. Awansowany pośmiertnie na stopień kapitana.

## Ordery i odznaczenia
- Krzyż Srebrny Orderu Virtuti Militari nr 352[4] – pośmiertnie 13 maja 1921[5]
- Krzyż Niepodległości – pośmiertnie 16 marca 1933 „za pracę w dziele odzyskania niepodległości”[6][4]